# 小行星9213
小行星9213（英語：9213）是一颗围绕太阳公转的小行星。1995年10月21日，上田清二、金田宏在钏路市发现了此天体。
这颗小行星的绝对星等为157.1931123311163等。